# Ladislav Moc
Ladislav Moc (17. září 1931 Sobočice - 18. září 2022) byl bývalý československý atlet, olympionik na 20 km a 50 km chůze. V letech 1952 až 1965 patřil ke špičce uznávaných předních chodců světa. V uvedeném období dokázal překonat 4krát světový rekord. Tyto světové rekordy byly uznány Mezinárodní atletickou federací IAAF. V době svého sportování startoval za čs. armádu, od roku 1952 za TJ PVOS Zenit, od roku 1955 za DA Znojmo, od roku 1956 za ÚDA (Ústřední dům armády), který byl v roce 1957 přejmenován na VTJ Dukla Praha. Právě tady trénoval s olympionikem Josefem Doležalem a Václavem Platilem.
V roce 1955 překonal na dráze ve Znojmě světový rekord v chůzi na 50 km časem 4:27:27 hod. a také světový rekord na 30 angl. mil časem 4:17:25 hod. Totéž se mu podařilo zopakovat roku 1956, kdy svůj vlastní světový rekord na 50 km překonal v Praze na Strahově časem 4:21:07,8 hod. a na 30 angl. mil časem 4:12:03,04 hod.
Mistrem Československa v chůzi se stal celkem 10krát, z toho na 20 km 4krát a na 50 km 6krát.

## Nejlepší československé rekordy či výkony
- V roce 1957: Praha – Poděbrady 50 km chůze absolvoval za 4:12:18,6 hod. [5]
- V roce 1962: Praha – Mělník 30 km chůze zašel za 2:27:50,0 hod.
- V roce 1955 na okruhu 25 km Moravskou branou v Hranicích zašel za 2:06:36,4 hod.
- V roce 1962 na okruhu v pražské Stromovce 20 km chůze zašel za 1:30:52,0 hod.
- V roce 1962 na dráze v Milevsku 10 km chůze zašel za 44:43,0 min.

## Sportovní úspěchy
- V roce 1957 startoval na Světovém festivalu mládeže v Moskvě, kde v chůzi na 50 km vybojoval 4. místo.
- V roce 1957 zvítězil ve švédském Nybro v chůzi na 20 km v mezinárodním utkání Švédsko – ČSR.
- V roce 1958 zvítězil na Spartakiádě spřát. armád v Lipsku na 50 km a na 20 km získal ještě 3. místo.
- V roce 1958 startoval na ME ve Stockholmu, zde na 20 km chůze obsadil 7. místo.
- V roce 1960 [6] startoval na OH v Římě, zde na 20 km vybojoval 8. místo a na 50 km se umístil ještě na 11. místě. [7]
- V roce 1962 zvítězil ve velké mezinárodní konkurenci v závodě na 50 km Praha – Poděbrady.
- V roce 1962 startoval na ME v Bělehradě, kde se na 50 km chůze umístil na 13. místě.
- V roce 1963 startoval v italském Varese, kde ve finále Světového chodec. poháru vybojoval na 50 km 4. místo.
- V roce 1963 obdržel státní vyznamenání „Zasloužilý mistr sportu“ za vynikající sportovní výkony a mimořádné úspěchy na chodeckých tratích, kterými proslavil Československou republiku. Jeho sportovní začátky sepsal pro  časopis „Československý voják“ známý sportovní spisovatel Ota Pavel.

## Trenérská a funkcionářská činnost
Od roku 1970 byl ustanoven trenérem atletiky s aprobací sportovní chůze v Dukle Banská Bystrica. Pod jeho vedením byla vybudována nepřehlédnutelná chodecká skupina, kterou postupně prošli Benčík, Blažek, Szikora, Pelíšek, Pařízek, Ruščák, Kažimír, Vaňous, Mrázek, Petrík, Vitéz, Pribilinec, Zedník, Rebo, Hudák. Tato skupina proslavovala československou atletiku. V roce 1982 na ME v Athénách vybojoval Jozef Pribilinec stříbrnou medaili a Pavol Blažek hned za ním bronzovou. Jozef Pribilinec se stal v roce 1988 v Soulu olympijským vítězem na 20 km a rovněž se stal mistrem světa. Pavol Blažek se stal mistrem Evropy v roce 1990 ve Splitu. Roku 1980 se Ladislav Moc jako oficiální trenér zúčastnil OH v Moskvě.
V roce 1983 přešel do sekretariátu vrcholového sportu Doc. Dr. Rudolfa Duška místopředsedy ÚV ČSTVZ a v Dukle Banské Bystrica ho ve funkci trenéra chůze nahradil Juraj Benčík. Skupina úspěšných chodců v Banské Bystrici se dále rozrostla o reprezentanty Játiho, Reba, Zimku, Záhončíka, Kollára, Urbašíka, R. Bílka, Korčoka. Ladislav Moc mimo jiné vypracoval „Jednotný tréninkový systém sportovní chůze. Za mimořádnou záslužnou trenérskou práci byl v roce 1981 oceněn vysokým vyznamenáním „Zasloužilý trenér“.
Rovněž nelze opomenout skutečnost, že dlouhá léta působil i jako mezinárodní rozhodčí. V roce 1978 byl zařazen na panel mezinárodních rozhodčích chůze IAAF, což mu dávalo možnost rozhodovat na nejvyšších světových a evropských soutěžích. V roce 1996 byl MOV nominován na OH do Atlanty, zde působil jako vrchník chodeckého závodu na 50 km chůze a jako rozhodčí chodeckého závodu na 20 km.
V roce 1988 sepsal a jako autor vydal rozsáhlou publikaci o začátcích atletiky a založení AC Praha 1890, jejímž prvním sportovním počinkem bylo uspořádání závodu Praha – Poděbrady. Jeho publikace „Stoletá historie československé sportovní chůze" byla uložena v archivu Národního muzea pod položkou 3,4/98.
Své vynikající organizační schopnosti, dovednosti a znalosti uplatňoval po mnoho let i ve funkci ředitele mezinárodního chodeckého závodu Praha – Poděbrady, kde se ve spolupráci s Ing. Alexandrem Bílkem vždy úspěšně podílel na jeho zdaru.
Za svou celoživotní práci v oblasti sportu obdržel řadu čestných uznání a ocenění, a to jak v armádním sportu, tak i v rámci ČSTV. Jeho veřejně prospěšná činnost byla roku 1984 oceněna „Veřejným uznáním I. stupně za zásluhy o rozvoj Československé tělesné výchovy“. Při příležitosti dosažení životního jubilea 80 let byl v Bratislavě roku 2011 vyznamenán zlatou medailí společnosti „Ferdinanda de Martinenga“ a byl mu udělen titul „Rytíř sportu“ za neocenitelný příspěvek k světovému sportu v duchu fair play a šíření olympijské myšlenky mezi mládeží. 